# Martin Hohenberger
Martin Hohenberger (* 29. Januar 1977 in Villach) ist ein ehemaliger österreichischer Eishockeyspieler und jetziger -trainer, der seit Februar 2011 beim ATSE Graz in der Eishockey-Nationalliga als Cheftrainer aktiv ist. Sein Bruder Herbert Hohenberger ist ebenfalls Eishockeyspieler.

## Karriere
Schon als 15-Jähriger ging der talentierte Hohenberger 1993 nach Kanada und spielte dort in der Western Hockey League. Sein erstes Team waren die Victoria Cougars. Das Team zog um und spielte ab 1994 als Prince George Cougars. Beim NHL Entry Draft 1995 wählten ihn die Montreal Canadiens in der dritten Runde als 74. aus. Innerhalb der WHL folgte ein Wechsel zu den Lethbridge Hurricanes. In der Saison 1997/98 spielte er einige Spiele für Montreals AHL-Farmteam, die Fredericton Canadiens, und in der East Coast Hockey League für die New Orleans Brass, aber auch in seiner Heimat für den Villacher SV. Es folgte ein weiteres Jahr bei den New Orleans Brass, bevor er endgültig nach Europa zurückkehrte. 
Auf zwei Jahre in Villach folgte die Spielzeit 2001/02 in der DEL für die Revierlöwen Oberhausen. Danach ging er nach Österreich zurück und spielte vier Jahre für den HC Innsbruck, in der Saison 2003/04 unterbrochen von einem nur wenige Monate dauernden Engagement bei den DEG Metro Stars, dem Düsseldorfer Team in der DEL. In der Saison 2006/07 spielte er in der österreichischen Bundesliga für den EHC Black Wings Linz, danach wechselte er zum HC Innsbruck zurück. Nach dem freiwilligen Abstieg der Innsbrucker in die Nationalliga nach der Saison 2008/09 wechselte er zu den Graz 99ers, absolvierte aber kein Spiel für seinen neuen Club und erklärte im Frühsommer 2010 seinen Rücktritt vom aktiven Leistungssport.
Für die Saison 2010/11 wurde Hohenberger als Assistenztrainer beim ATSE Graz verpflichtet, absolvierte aber auch sieben Spiele für seinen neuen Verein in der Eishockey-Nationalliga. Im Februar 2011 wurde er zum Cheftrainer befördert, nachdem Vesa Surenkin entlassen wurde.